# Cantó de Douai-Sud-Oest

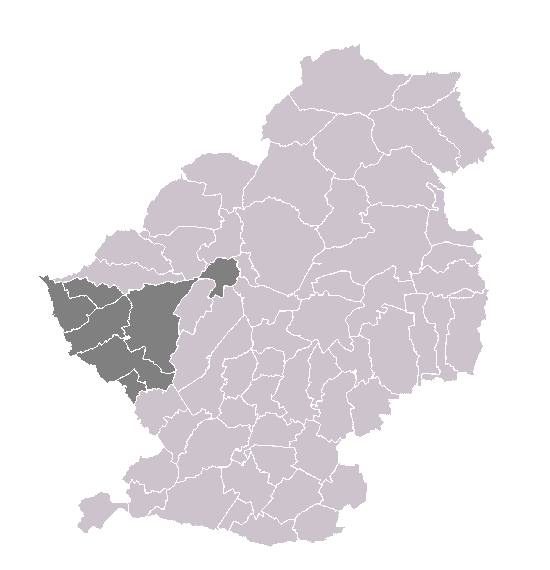
Cantó de Douai-Sud-Oest al districte

El cantó de Douai-Sud-Oest és una divisió administrativa francesa, situada al departament del Nord i la regió dels Alts de França.

## Composició
El cantó de Douai-Sud-oest aplega les comunes següents :
- Courchelettes
- Cuincy
- Douai
- Esquerchin
- Lambres-lez-Douai
- Lauwin-Planque

## Història
| Date d'elecció                        | Identitat        | Partit        |
| ------------------------------------- | ---------------- | ------------- |
| 2008-                                 | Christian Poiret | Divers droite |
| Les dades anteriors no són conegudes. |                  |               |
|                                       |                  |               |

## Demografia
| 1962 | 1968   | 1975   | 1982   | 1990   | 1999   | 2006   |
| ---- | ------ | ------ | ------ | ------ | ------ | ------ |
| -    | 13.008 | 15.925 | 16.483 | 17.779 | 17.232 | 34.224 |